# 赵宗岐
赵宗岐（1955年4月—），黑龙江省宾县人，中国人民解放军上将。服役时最高职位为西部战区司令员，第十三届全国人民代表大会代表，中共第十八、十九届中央委员。

## 生平
赵宗岐于1955年4月出生于黑龙江省南部的宾县，原名赵中奇。在1970年12月入伍，编进了驻云南边区的14军40师118团。期间赵宗岐曾历任侦察班班长、代理排长以及团侦察参谋等职位。之后他以侦察分队的身份参与了中越战争西线战场，渗入纵深达10公里搜集情报，协助40师在老街、班菲的作战。战后赵宗岐因功升调到40师侦察科。在之后的两山战役中赵宗岐曾率队支援14军31师，参加者阴山战役。
百万大裁军后赵宗岐调从师任至118团任团长。1986年至1988年11月间保送到解放军外国语学院学习阿拉伯语。毕业后赵宗岐赴中国驻坦桑尼亚大使馆，担任驻坦武官。于1991年8月回国，并出任第十四集团军四十师副参谋长。
1992年4月，赵宗岐调任西藏军区山地步兵第52旅旅长，52旅也是是解放军部队首批师改旅部队之一。至2003年赵宗岐一直驻扎在西藏经营52旅，期间他坚持加强西藏边防哨所建设，在军内主张大练兵，不断提高52旅战备演练能力。1998年，赵宗岐升任西藏军区副参谋长，不久扶正为参谋长。在2001年7月由副军职晋升少将军衔。
2003年底赵宗岐任重庆警备区副司令员。2004年10月，再次调任陆军第十四集团军，任集团军军长。2006年赵宗岐被聘为聘任为电视剧《士兵突击》剧组军事顾问。2007年9月，任陆军第十三集团军军长。2008年赵宗岐调任济南军区参谋长。2012年11月，任济南军区司令员，成为当时最年轻的大军区司令员。2015年7月31日，晋升上将军衔。
2016年2月，任新成立的面积最大的中国人民解放军西部战区司令员。2018年2月24日，当选为第十三届全国人大代表。2019年10月1日，在庆祝中华人民共和国成立70周年大会阅兵式上率战旗方队。赵宗岐任西部战区司令员期间，还负责应对2017年中印军队洞朗对峙事件、2020年中印边境冲突等边境事件。2020年12月，赵宗岐到龄退役，遗缺由中部战区副司令员张旭东接替。2021年2月28日被任命为全国人大外事委员会副主任委员。

## 著作
- 《信息化作战指挥研究》 （2005年）军事科学出版社出版
- 《完成多样化军事任务，我们需要什么能力》
- 《把战略投送能力建设摆到重要位置》等

此外，赵宗岐也是一位词作者。